# Steve Knapp
Steve Knapp, född den 17 april 1964 i Minneapolis, Minnesota, USA, är en amerikansk racerförare.

## Racingkarriär
Knapp tävlade i Toyota Atlantic Championship under 1997 års säsong, där han slutade på sjätte plats. Han deltog därefter i Indianapolis 500 tre gånger, med en tredjeplats i debuten 1998 som höjdpunkt. Knapp blev utsedd till årets rookie i Indianapolis 500 samma år. Knapp var inte lika framgångsrik i mästerskapet som helhet, där han slutade på 22:a plats. I de två andra starterna nådde Knapp inga framskjutna placeringar, och han avslutade sin karriär efter säsongen 2000.